# Sambava (Stadt)
Sambava ist der Hauptort der Region Sava an der Nordostküste von Madagaskar. Sambava ist eines der Zentren des madagassischen Vanillehandels.
Nachbarorte sind Vohémar und Antalaha. Die nächste größere Stadt ist Antsiranana (Diego Suarez). Sambava hat einen Flughafen; derzeit (2016) mit Verbindungen nach mehreren nord-madagassischen Städten und der Hauptstadt Antananarivo.

## Natur
Der Nationalpark Marojejy befindet sich in der Nähe von Sambava.